# Casabona
Casabona är en ort och kommun i provinsen Crotone i regionen Kalabrien i Italien. Kommunen hade 2 628 invånare (2017).